# Cirrochroa flavobrunnea
Cirrochroa flavobrunnea är en fjärilsart som beskrevs av Smith 1887. Cirrochroa flavobrunnea ingår i släktet Cirrochroa och familjen praktfjärilar. Inga underarter finns listade i Catalogue of Life.